# Brockhampton (zespół muzyczny)
Brockhampton (zapis stylizowany: BROCKHAMPTON) – amerykański zespół wykonujący muzykę hip-hopową, założony w 2015 roku w San Marcos. Formacja, powstała z inicjatywy Kevina Abstracta, uformowała się na forum dyskusyjnym KanyeToThe, przez co nazywają siebie „pierwszym internetowym boysbandem”. Swój pierwszy mixtape, zatytułowany All-American Trash, wydali w 2016 roku, a pierwszy album, SATURATION, 9 czerwca 2017 roku. Drugi album, SATURATION II, ujrzał światło dzienne 25 sierpnia 2017, a trzeci (SATURATION III) 15 grudnia tego samego roku. 30 marca 2018 ogłosili podpisanie kontraktu z RCA Records.

## Historia

### 2010–2014: Początki i AliveSinceForever
W 2010 roku Kevin Abstract dodał wpis na forum KanyeLive (obecnie KanyeToThe), w którym zapytał się, czy ktoś jest chętny na utworzenie zespołu muzycznego. Otrzymał ponad 30 odpowiedzi. Następnie doszło do powstania AliveSinceForever, które wydało swoją EPkę w 2013, zatytułowaną The ASF EP. Grupa składała się z Abstracta, Ameera Vanna, Doma McLennona oraz Mic Kurba (znanego później jako Rodney Tenor). Pod koniec 2014 roku, AliveSinceForever zostało rozwiązane w celu przemianowania na Brockhampton.

### 2014–2016: Zmiana nazwy iAll-American Trash
Po wydaniu albumu Abstracta, MTV1987, AliveSinceForever zostało przemianowane na Brockhampton, przy dojściu kilku nowych członków do zespołu, z czego niektórzy wywodzili się z fanowskiego forum Kanye Westa, KanyeToThe. W styczniu 2015 grupa zadebiutowała singlem Bet I (piosenka została usunięta z wszystkich serwisów streamingowych w 2017, lecz teledysk wciąż można znaleźć na YouTube). Ich drugim singlem, wydanym 16 czerwca 2015, było Hero. Tego samego miesiąca wygrali konkurs VFiles Loud, w którym nagrodą był profesjonalnie wyreżyserowany klip wideo, który akompaniował piosence Dirt. 24 marca 2016 opublikowano mixtape All-American Trash za darmo. Miał on na celu przedstawienie każdego z członków grupy. 4 dni później na YouTube pojawił się teledysk do Flip Mo, nagrania w wykonaniu Merlyna Wooda i Doma McLennona.

### 2017–: TrylogiaSATURATION
W styczniu 2017 światło dzienne ujrzała piosenka CANNON, wraz z teledyskiem do niej. W maju rozpoczęto promocję pierwszego albumu SATURATION singlem FACE, a następnie pojawiły się piosenki HEAT, GOLD oraz STAR. Debiutancki krążek Brockhampton wydany został 9 czerwca 2017 i zdobył uznanie krytyków, przysparzając przy tym większą popularność grupie.
Niedługo po wydaniu SATURATION, Abstract oznajmił, że zespół już pracuje nad nowym albumem, będącym sequelem do swojego pierwszego, nazwanym odpowiednio SATURATION II, z datą wydania zaplanowaną na 25 sierpnia 2017. Pierwszego dnia tego miesiąca opublikowano pierwszy singiel i klip do niego, GUMMY, a tydzień później drugi, zatytułowany SWAMP. 15 sierpnia ukazała się piosenka JUNKY, następnego dnia ogłoszono datę wydania drugiego albumu grupy.
Ostatni singiel do SATURATION II – SWEET – wydano 22 sierpnia, wraz z niespodziewaną piosenką FOLLOW, po pojawieniu się której Abstract ogłosił na Twitterze, że trylogia Saturation zostanie zakończona wraz z wydaniem trzeciego, następnego krążka pod tytułem SATURATION III. Drugi album zespołu ukazał światło dzienne trzy dni później, po raz kolejny Brockhampton zyskali uznanie krytyków muzycznych.
1 grudnia 2017 formacja poinformowała, że ich trzeci album będzie ich ostatnim, lecz następnie wyjaśniono, iż nie jest to dosłowne stwierdzenie i że najprawdopodobniej tak się nie stanie. 12 grudnia pojawił się pierwszy singiel promujący SATURATION III, zatytułowany BOOGIE.
14 grudnia grupa ujawniła nazwę ich następnego krążka, Team Effort, z datą wydania zaplanowaną na 2018 rok. Następnego dnia ukazał się ich trzeci album, SATURATION III.

### 2018–2019: Odejście Ameera Vanna i kolejna trylogia
20 marca 2018 poinformowano, że premiera Team Effort została przełożona na bliżej nieokreślony termin, zapowiadając przy tym album PUPPY, który ma zostać wydany w czerwcu tego samego roku. 10 dni później ogłoszono podpisanie kontraktu z RCA Records.
27 maja ogłoszono odejście z zespołu Ameera Vanna, oskarżonego o molestowanie seksualne oraz przemoc psychiczną i fizyczną, odwołując przy tym trasę koncertową oraz produkcje obu krążków, które do dziś nie zostały wydane przed kolejnymi wiadomościami. 20 czerwca w programie Jimmy’ego Fallona miał miejsce pierwszy występ formacji od odejścia Vanna, debiutując z singlem „Tonya” wraz z gościnnym udziałem Jazmine Sullivan, Ryana Beatty’ego oraz Serpentwithfeet. Ujawniono także nowy tytuł ich nadchodzącego albumu, The Best Years of Our Lives, a także tuż po nim rozpoczęli ponownie swoją letnią trasę.
Następnego miesiąca grupa ogłosiła rozpoczęcie własnej audycji w stacji Beats 1 Radio, Things We Lost in the Fire, której pierwszy odcinek został wyemitowany 6 lipca, a zarazem swoją premierę miał też singel 1999 WILDFIRE, do którego wypuszczono także oficjalny teledysk. Podczas drugiej emisji 18 lipca zespół wydał nagranie 1998 TRUMAN, natomiast 1997 DIANA tydzień później. 
26 sierpnia, tuż przed zakończeniem swojej trasy koncertowej Stereo Spirit Tour, formacja potwierdziła informacje na temat swojego nadchodzącego czwartego albumu studyjnego nagranego w Abbey Road Studios w Londynie, Iridescence, będącego częścią kolejnej trylogii, zatytułowanej The Best Years Of Our Lives. Płyta miała swoją premierę 21 września 2018.

### 2019:Ginger
Kilka tygodni po wydaniu swojego solowego albumu pt. Arizona Baby w kwietniu 2019, Abstract ogłosił na swoim Instagramie, że Brockhampton pracował nad nowym albumem. 1 czerwca został opublikowany krótki snippet piosenki na Twitterze. 18 lipca na Twitterze pojawił się kolejny urywek nowej piosenki, ale dodatkowo ogłoszono nazwę albumu – Ginger oraz zaplanowaną datę wydania – sierpień. Grupa wydała 4 single wraz z teledyskami, zanim album został wydany: „I Been Born Again” 31 lipca, „If You Pray Right” 7 sierpnia, „Boy Bye” 14 sierpnia oraz „No Halo” (z gościnnym udziałem Deb Never) 21 sierpnia. Album ujrzał światło dzienne 23 sierpnia. Dwa dni później, Brockhampton wydali teledysk do „Heaven Belongs To You” (z gościnnym udziałem slowthai'a). W dniu 26 sierpnia, zespół ogłosił przez swojego Instagrama i Twittera, że wyruszą w trasę Heaven Belongs to You Tour (od października do grudnia 2019, na której gościnnymi artystami będą: slowthai oraz 100 Gecs.
Zespół pierwszy raz wystąpił na The Ellen Show 6 września 2019 roku, występując „Sugar” oraz „Boy Bye” (choć ten drugi nie był emitowany). Później tego samego dnia, wykonali „No Halo” z Deb Never na Jimmy Kimmel Live!. Grupa była też gościem The Tonight Show Starring Jimmy Fallon 24 października. Wpierw został przeprowadzony wywiad, a później występ „Sugar” z wokalami Ryan Beatty. 14 stycznia 2020 roku, „Sugar” został pierwszym utworem grupy, który pojawił się na liście Billboard. Zadebiutował na miejscu 70 oraz pozostał na liście przez 6 tygodni, z najwyższym wynikiem będącym 66. miejscem. 6 marca został opublikowany remix do tej piosenki, z gościnnym udziałem piosenkarki Duy Lipy, Jona B oraz Beatty. Utwór zapewnił im też pierwszą platynę (29 kwietnia 2020).

### 2020:Technical Difficulties
Pod koniec kwietnia 2020, w wyniku pandemii koronawirusa, zespół zaczął publikować nie-studyjne single pod tytułem „Technical Difficulties” na ich kanał na YouTube. Piosenki te były nagrywane podczas kwarantanny. Na Twitchu prowadzone zostały transmisje na żywo, poprzedzające publikacje. Utwory: „N.S.T", „things cant stay the same", „M.O.B", „twisted", „I.F.L", „baby bull", „downside", „fishbone" oraz „chain on / hold me" zostały przesłane na YouTube, a wiele innych pokazano na streamach. Podczas tych transmisji, zespół potwierdził, że ich szósty album został „dźwiękowo skończony" i można go oczekiwać w lato. Kevin Abstract i Henock Sileshi później ujawnili, że inicjały albumu to RR. W sierpniu 2020, Abstract i Romil założyli też własną wytwórnię Video Store. 2020 był pierwszym rokiem od 2016, w którym Brockhampton nie wydali albumu ani mixtape'u.

### 2021:Roadrunner: New Light, New Machine
W styczniu 2021 roku, Kevin Abstract zapowiedział nazwę szóstego albumu Brockhampton: „Roadrunner: New Light, New Machine” przez merch na Instagramie. 2 stycznia opublikowany został snippet głównego singla albumu – „Buzzcut” – również na Instagramie.
24 marca 2021 roku, został wydany utwór „Buzzcut" z gościnnym udziałem Danny’ego Browna, a 26 marca ogłoszono album. Kevin 31 marca na Twitterze potwierdził listę utworów. Ogłosił również, że jeszcze jeden album Brockhampton zostanie wydany w 2021 roku, który finalnie będzie ich ostatnim. Drugi singiel, „Count On Me" został wydany 2 kwietnia, a album 9 kwietnia.

## Członkowie

### Obecni członkowie
- Kevin Abstract – wokal, reżyser teledysków, dyrektor kreatywny (od 2015)[49]
- Matt Champion – wokal (od 2015)[49]
- Merlyn Wood – wokal (od 2015)[49]
- Dom McLennon – wokal (od 2015)[49]
- Joba – wokal, miksowanie, mastering, produkcja (od 2015)[49]
- Bearface – wokal, gitara, produkcja (od 2015)[49]
- Romil Hemnani – produkcja, DJing, inżynier dźwięku (od 2015)[49]
- Jabari Manwa – wokal, produkcja (od 2015)[49]
- Kiko Merley – produkcja (od 2015)[49]
- Henock "HK" Sileshi – dyrektor kreatywny, grafik (od 2015)[49]
- Ashlan Grey – fotograf (od 2016)[49]
- Robert "Roberto" Ontenient – web designer, wokal, gitara (od 2015)[49]
- Jon Nunes – zarządzanie (od 2015)[50]

### Byli członkowie
- Rodney Tenor – wokal (2015–2016)[50]
- Albert Gordon – wokal (2015–2016)[50]
- Ameer Vann – wokal (2015–2018)[24]
- Franklin Mendez – fotograf (2015)
- Anish Ochani – zarządzanie (2015–2017)
- Grayson Glynn Carter – stylista (2015)

## Dyskografia
- Saturation (2017)
- Saturation II (2017)
- Saturation III (2017)
- Iridescence (2018)
- Ginger (2019)
- Roadrunner: New Light, New Machine (2021)
- The Family (2022)
- TM (2022)